# Roger Zanetti
Roger Zanetti (1930.) je bivši švicarski hokejaš na travi. 
Na hokejaškom turniru na Olimpijskim igrama 1952. u Londonu je igrao za Švicarsku. Odigrao je tri susreta. Švicarska je ispala u 1. krugu od Austrije. Švicarska je dijelila 5. – 12. mjesto.
Na hokejaškom turniru na Olimpijskim igrama 1960. u Rimu je igrao za Švicarsku. Odigrao je pet susreta, a bio je i strijelcem. Švicarska je završila na 15. mjestu.

## Vanjske poveznice
- Profil na Sports Reference.com  Arhivirana inačica izvorne stranice od 16. prosinca 2012. (Wayback Machine)